# Симфонический оркестр Псковской областной филармонии
Губернаторский симфонический оркестр Псковской области (ранее симфонический оркестр Псковской областной филармонии) — единственный профессиональный симфонический оркестр в городе Пскове и Псковской области.
Оркестр был создан распоряжением администрации Псковской области № 518 от 29 октября 1996 года. Первое публичное выступление оркестра состоялось 31 мая 1997 года с на 31-м Пушкинском празднике поэзии в здании драматического театра имени Пушкина.
Симфонический оркестр Псковской областной филармонии — центр музыкальной жизни Псковской области. Постоянная концертная площадка оркестра — Большой концертный зал филармонии, вмещающий 800 слушателей. Оркестр ежегодно участвует в Пушкинском Празднике Поэзии, проводимом в Государственном музее-заповеднике А.С. Пушкина «Михайловское»; в Фестивале Русской Музыки, посвященном Н. Римскому-Корсакову и М. Мусоргскому, который проводится Псковской Филармонией. Деятельность оркестра неоднократно отмечена грамотами и благодарственными письмами Администрации Псковской области.
С августа 2018 года пост художественного руководителя и главного дирижёра симфонического оркестра Псковской областной филармонии занял маэстро Николай Хондзинский[1].
По итогам двух десятилетий существования оркестра в репертуар вошли выборочные симфонические и оперные сочинения П.И. Чайковского, Л.В. Бетховена, Дж. Верди, Й. Брамса, Я. Сибелиуса, В.А. Моцарта, Г.В. Свиридова и других композиторов. Завершившийся 75-й сезон (2018-2019) был ознаменован серьезным расширением репертуара оркестра, впервые прозвучал ряд сочинений Г. Малера, Э. Элгара, Р. Вагнера, И. Брамса. Впервые за многие годы прозвучали симфонии П.И. Чайковского, С.С. Прокофьева, впервые в Пскове был представлен балет в сопровождении оркестра.
Оркестр  оправдывает доверие своей постоянной аудитории и непрерывно работает над привлечением новой публики, в первую очередь - молодежи. Оркестр вышел за пределы основной концертной площадки, осваивая пространство города. Сформировалась традиция выступлений под открытым небом (концерты «Лавандовая ночь» и «Золото Вены» с участием солистов Мариинского театра). В 2018 году оркестр впервые участвовал Всероссийском проекте «Ночь музеев» с ночным концертом «Музыка в ночи». На новый уровень в 2018-19 гг. вышел традиционный Фестиваль русской музыки имени М.П. Мусоргского и Н.А. Римского-Корсакова. Выступления симфонического оркестра составили в 2019 году основу программы Классической сцены в рамках Дней Пушкинской поэзии и русской культуры, прошедших в имении поэта в с. Михайловское, а также программы Международного Хорового праздника в псковском Кремле в рамках 39-х Международных Ганзейских дней.
Симфонический оркестр Псковской областной филармонии традиционно сопровождает официальные торжественные церемонии с участием Губернатора области (например, награждение лауреатов стипендии Губернатора Псковской области и премии «Юные дарования Псковщины», вручение свидетельств о государственной регистрации герба и флага Псковской области, т.п.), а также активно сотрудничает с Псковской митрополией в реализации благотворительных культурных проектов (благотворительный концерт «Несвятые святые», IV Сретенский молодежный бал, т.п.).
На сегодняшний день оркестр вышел на новый уровень работы и развития, чему способствует активная и плодотворная работа художественного руководителя и главного дирижера Николая Хондзинского. Разнообразие и красота программ, исполняемых оркестром, с каждым разом привлекает все большее количество слушателей, таким образом, за два года работы количество слушателей и почитателей классической музыки возросло в 2 раза, согласно статистическим данным филармонии.
[1] Николай Хондзинский - основатель, художественный руководитель и дирижер Камерной капеллы «Русская консерватория», лауреат премии имени Бориса Чайковского, Международных Баховских фестивалей, премии правительства Москвы. Дирижер сотрудничает с самыми известными оркестрами страны, среди которых: Симфонический оркестр Мариинского театра, Симфонический оркестр Санкт-Петербургской филармонии.

## Главные дирижёры
- Николай Хондзинский
- Эдуард Банько
- Геннадий Чернов
- Александр Разумов
- Аркадий Галковский